# Campeonato Catarinense de Futebol de 2014 - Série C
A Série C do Campeonato Catarinense de Futebol de 2014 é a 11ª edição da Terceirona do Catarinense, que contará com a participação de 7 clubes. Este é o primeiro ano que a competição passou a ser chamada de Série C, que antes era conhecida como Divisão de Acesso. A competição ocorrerá entre os dias 31 de agosto e 30 de novembro.
O regulamento da competição previa que, caso a mesma equipe vencesse os dois turnos, essa se sagraria a campeã geral. E foi o que aconteceu. O Juventus de Seara venceu o Jaraguá nas finais das duas fases (Turno e Returno) e ficou com o título e o acesso à Série B de 2015.

## Regulamento
A competição será disputada em até três fases o Turno, o Returno e as Finais, que não será disputada caso a mesma equipe vença as duas primeiras fases.
O Turno e o Returno serão disputados em duas etapas, a Inicial e a Final. Nas duas etapas (Inicial e Final) do Turno e do Returno, bem como na 3ª Etapa (Semifinais), caso venha a ser realizada, todas as equipes iniciam a disputa com zero ponto ganho.
Caso a mesma equipe seja a campeã do Turno e do Returno, será considerada a Campeã da Competição e a 3ª Etapa (Finais) não será realizada e o campeonato estará encerrado.

### Turno
O Turno será disputado em duas Etapas, a etapa Inicial e a etapa Final.
Na etapa Inicial, as equipes jogaram todas entre si, os jogos de ida, conforme tabela elaborada pelo Departamento de Competições da FCF, classificando-se etapa Final do Turno, as duas primeiras colocadas.
A etapa Final, será disputada pelas equipes que obtiverem as duas primeiras colocações na 1ª Fase (Inicial) e que jogaram entre si, em jogos de ida e volta, sendo mandante do jogo de volta (segunda partida) a equipe que obtiver a primeira colocação na 1ª Fase (Inicial). Será considerada vencedora da disputa a equipe que, ao final do jogo de volta (segunda partida), obtiver o maior número de pontos ganhos. Se após a realização do jogo de volta (segunda partida) as equipes terminarem empatadas em número de pontos ganhos, haverá uma prorrogação de trinta minutos, em dois tempos de 15, para se conhecer a vencedora da disputa. Caso a prorrogação do jogo de volta (segunda partida) terminar empatada, será considerada 
vencedora da disputa a associação mandante do jogo de volta.

### Returno
A fórmula do returno é a mesma do Turno, exceto que os jogos disputados dentro de cada grupo serão os jogos de volta em relação a fase anterior.

### Quadrangular final
Esta fase será disputada pelas equipes campeãs do Turno e do Returno, bem como pelas equipes que, excluídas as campeãs daquelas etapas, obtiverem a melhor colocação nos grupos “A” e “B” das 1ªs Fases das referidas etapas (Turno e Returno), sendo obrigatoriamente uma equipe do grupo “A” e outra do grupo “B”, somando-se os pontos ganhos obtidos somente nas 1ªs Fases do Turno e do Returno, excluindo os pontos eventualmente obtidos nas semifinais daquelas etapas (Turno e Returno), que jogarão todas entre si, em Turno e Returno, com contagem corrida de pontos ganhos, cuja equipe que obtiver o maior número de pontos será considerada a Campeã da competição. Caso a mesma equipe for considerada a Campeã das 1ª e 2ª etapas (Turno e 
Returno) será considerada a Campeã da Competição, assim o Quadrangular Final não será realizado e o campeonato estará encerrado.
Somente a equipe campeã da Série C do Campeonato Catarinense de Futebol de 2014, será classificada para a disputa da Série B do Campeonato Catarinense de Futebol de 2015.

### Critérios de Desempate
Ao término da Primeira Fase (Inicial) do Turno e Returno, no caso de duas ou mais equipes terminarem empatadas em número de pontos ganhos, o critério de desempate será estabelecido pelos índices técnicos abaixo mencionados na seguinte ordem:
- Maior número de vitórias;
- Maior saldo de gols;
- Maior número de gols pró;
- Confronto direto, somente no caso de empate entre duas equipes;
- Menor número de cartões vermelhos recebidos;
- Menor número de cartões amarelos recebidos;
- Sorteio.

## Equipes Participantes
| Equipe      | Município          | Em 2013 | Estádio           | Capacidade | Títulos |
| ----------- | ------------------ | ------- | ----------------- | ---------- | ------- |
| Barra       | Balneário Camboriú | 9º      | das Nações        | 5.000      | ---     |
| Curitibanos | Curitibanos        | 7º      | Wilmar Ortigari   | 5.000      | ---     |
| Fluminense  | Joinville          | ---     | Arena Joinville   | 22.400     | ---     |
| Jaraguá     | Jaraguá do Sul     | 3º      | do Botafogo       | 1.000      | ---     |
| Juventus    | Seara              | ---     | Victório Pierozan | 1.700      | ---     |
| Maga        | Indaial            | 8º      | joão marcatto     | 1.000      | ---     |
| Oeste       | Chapecó            | 6º      | Augusto Bauer¹    | 5.000      | ---     |

## Turno

### Grupo A
|  |                                 |
|  | Classificação à final do Turno. |

### Grupo B
|  |                                 |
|  | Classificação à final do Turno. |

### Finais
|  | Semifinais        | Semifinais | Semifinais | Semifinais |   |                   | Final | Final | Final | Final |
|  |                   |            |            |            |   |                   |       |       |       |       |
|  | Juventus de Seara | 1          | 1          | 2          |   |                   |       |       |       |       |
|  | Barra-SC          | 0          | 0          | 0          |   |                   |       |       |       |       |
|  | Barra-SC          | 0          | 0          | 0          |   | Juventus de Seara | 2     | 4     | 6     |       |
|  |                   |            |            |            |   | Juventus de Seara | 2     | 4     | 6     |       |
|  |                   | Jaraguá    | 0          | 0          | 0 |                   |       |       |       |       |
|  | Oeste             | Jaraguá    | 0          | 0          | 0 | 0                 | 2     | 2     |       |       |
|  | Oeste             |            |            |            |   | 0                 | 2     | 2     |       |       |
|  | Jaraguá           | 1          | 2          | 3          |   |                   |       |       |       |       |

## Returno

### Grupo A
|  |                                 |
|  | Classificação à final do Turno. |

### Grupo B
|  |                                 |
|  | Classificação à final do Turno. |

### Finais
|  | Semifinais        | Semifinais | Semifinais | Semifinais |   |                   | Final | Final | Final | Final |
|  |                   |            |            |            |   |                   |       |       |       |       |
|  | Juventus de Seara | 1          | 3(1)       | 4          |   |                   |       |       |       |       |
|  | Barra-SC          | 3          | 0(0)       | 3          |   |                   |       |       |       |       |
|  | Barra-SC          | 3          | 0(0)       | 3          |   | Juventus de Seara | 0     | 1(1)  | 1     |       |
|  |                   |            |            |            |   | Juventus de Seara | 0     | 1(1)  | 1     |       |
|  |                   | Jaraguá    | 1          | 0(0)       | 1 |                   |       |       |       |       |
|  | Oeste             | Jaraguá    | 1          | 0(0)       | 1 | 0                 | 3     | 3     |       |       |
|  | Oeste             |            |            |            |   | 0                 | 3     | 3     |       |       |
|  | Jaraguá           | 3          | 3          | 6          |   |                   |       |       |       |       |

## Classificação geral

### Grupo A
|  |                                                                   |
|  | Campeão do Turno ou Returno e classificado ao Quadrangular final. |
|  | Classificado ao Quadrangular final.                               |

### Grupo B
|  |                                     |
|  | Campeão do Turno ou Returno.        |
|  | Classificado ao Quadrangular final. |

## Confrontos
Para ler a tabela, a linha horizontal representa os jogos da equipe como mandante. A coluna vertical indica os jogos da equipe como visitante.
Jogos do Turno estão em vermelho e os jogos do Returno estão em azul.
|                         | FLU | JAR | JUV | MAG |
| ----------------------- | --- | --- | --- | --- |
| Fluminense de Joinville | —   | 0–0 | 0–4 | 2–1 |
| Jaraguá                 | 3–0 | —   | 0–1 | 1–0 |
| Juventus de Seara       | 2–0 | 7–0 | —   | 4–0 |
| Maga                    | 0–1 | 0–1 | 1–3 | —   |

|             | BAR | CUR | OES |
| ----------- | --- | --- | --- |
| Barra       | —   | 0–1 | 2–0 |
| Curitibanos | 0–2 | —   | 2–0 |
| Oeste       | 3–1 | 3–0 | —   |

| Vitória do mandante | Vitória do visitante | Empate |

## Campeão geral
| Campeonato Catarinense de 2014 - Série C |
| ---------------------------------------- |
| Juventus de Seara 1º Título              |

## Principais artilheiros
| Gols | Jogador           | Clube             |
| ---- | ----------------- | ----------------- |
| 10   | Rodrigo Gral      | Juventus de Seara |
| 7    | Dudu Lima         | Juventus de Seara |
| 4    | Leandro           | Jaraguá           |
| 4    | Vitinho           | Oeste             |
| 3    | Alemão            | Juventus de Seara |
| 3    | Lucas Campestrini | Juventus de Seara |
| 3    | Miltinho          | Oeste             |
| 3    | Ricardo           | Jaraguá           |
| 2    | Alagoano          | Juventus de Seara |
| 2    | Baggio            | Juventus de Seara |
| 2    | Caio              | Juventus de Seara |
| 2    | Carlão            | Oeste             |
| 2    | Dema              | Jaraguá           |
| 2    | Flavinho          | Juventus de Seara |
| 2    | Pará              | Fluminense-SC     |
| 2    | Willian           | Barra-SC          |

## Classificação Final
| Pos | Times             | Pts | J | V | E | D | GP | GC | SG  | Classificação                            |
| --- | ----------------- | --- | - | - | - | - | -- | -- | --- | ---------------------------------------- |
| 1   | Juventus de Seara | 18  | 6 | 6 | 0 | 0 | 21 | 1  | +20 | Campeão e classificado à Série B de 2015 |
| 2   | Jaraguá           | 10  | 6 | 3 | 1 | 2 | 5  | 8  | -3  | Disputaram as finais dos turnos          |
| 3   | Oeste             | 6   | 4 | 2 | 0 | 2 | 6  | 5  | +1  | Disputaram as finais dos turnos          |
| 4   | Barra-SC          | 6   | 4 | 2 | 0 | 2 | 5  | 4  | +1  | Disputaram as finais dos turnos          |
| 5   | Fluminense-SC     | 7   | 6 | 2 | 1 | 3 | 3  | 10 | -7  |                                          |
| 6   | Curitibanos       | 6   | 4 | 2 | 0 | 2 | 3  | 5  | -2  |                                          |
| 7   | Maga              | 0   | 6 | 0 | 0 | 6 | 2  | 12 | -10 |                                          |

## Maiores públicos
Esses são os cinco maiores públicos do Campeonato:
| Nº | Público[PP] | Mandante          | Placar | Visitante     | Estádio           | Data           | Rodada            |
| -- | ----------- | ----------------- | ------ | ------------- | ----------------- | -------------- | ----------------- |
| 1  | 711         | Juventus de Seara | 4 – 0  | Maga          | Victório Pierozan | 7 de setembro  | 2ª (Turno)        |
| 2  | 563         | Fluminense-SC     | 0 – 0  | Jaraguá       | Arena Joinville   | 7 de setembro  | 2ª (Turno)        |
| 3  | 545         | Juventus de Seara | 1 – 0  | Jaraguá       | Victório Pierozan | 25 de outubro  | Final (Returno)   |
| 4  | 514         | Juventus de Seara | 1 – 0  | Barra-SC      | Victório Pierozan | 21 de setembro | Semifinal (Turno) |
| 5  | 393         | Juventus de Seara | 2 – 0  | Fluminense-SC | Victório Pierozan | 14 de setembro | 3ª (Turno)        |

- PP. ^ Considera-se apenas o público pagante